# Rechtsanwaltskammer Wien
Die Rechtsanwaltskammer Wien ist die Standesvertretung der in der Wien niedergelassenen Rechtsanwälte und Rechtsanwaltsanwärter. Ihren Sitz hat die Rechtsanwaltskammer in der Bundeshauptstadt Wien, wo sich mit dem Verfassungsgerichtshof, dem Verwaltungsgerichtshof und dem Obersten Gerichtshof auch die höchsten Organe der Rechtsprechung Österreichs befinden. Präsident der Rechtsanwaltskammer Wien ist derzeit Michael Rohregger.

## Geschichte
1841 wird eine Vereinigung für eine Bibliothek für alle Juristen mit unentgeltlichem Zugang zu Lese- und Klubräumen geschaffen (1938 aufgelöst, 1954/55 neu gegründet).
Eugen Megerle von Mühlfeld, unter anderem Dekan der juristischen Fakultät an der Universität Wien sowie Vorstand des Advokatenkollegiums, initiiert bei Justizminister Anton von Schmerling 1850 die Gründung der Advokatenkammer in Wien. Schon vor der offiziellen staatlichen Genehmigung wurde Mühlfeld zum Präsidenten gewählt, ein Statut und eine Geschäftsordnung ausgearbeitet sowie ein Kammersitz und Personal ausgewählt. 1851 treten die Advokaten der Kreisgerichtsstädte Niederösterreichs der Wiener Advokatenkammer bei. 1861 auch alle anderen Advokaten Niederösterreichs. Die Rechtsanwaltskammer erhält die Bezeichnung „Niederösterreichische Advokatenkammer“.
Die am 6. Juli 1868 geschaffene Advokatenordnung (RGBO 96) enthielt die wichtigsten Kernbereiche der anwaltlichen Berufsregeln. Unter anderem wurde
- der Wirkungsbereich des Ausschusses der Kammern um das Recht zur Listenführung über die im Kammersprengel wohnhaften Advokaten erweitert (Advokatenbuch, Matrikel) und
- durfte der Ausschuss Gutachten über die Angemessenheit von Rechtsanwaltshonoraren abgeben und
- bei Streitigkeiten zwischen Kammermitgliedern versuchen, eine gütliche Einigung zu erzielen.

Zudem wurde die Advokatur freigegeben. Mit Gesetz vom 1. April 1872 wurde den Rechtsanwaltskammern die Aufsicht und Disziplinargewalt über die in die Advokatenliste eingetragenen Advokaten überantwortete. Das damals begründete System besteht weitgehend bis heute.
Nach 1887 wird der Pensionsverein für Advokaten und Advokaturskandidaten gegründet. 1893 folgt ein Statut der Krankenkasse für Advokatursbeamte und 1894 die niederösterreichische Advokatenhilfskasse. 1900 beginnt die Wiener RAK Mitteilungen an die Mitglieder zu versenden. Ab 1901 werden Fortbildungsseminare für Advokaturanwärter angeboten. Per Gesetz wurde 1919 die Bezeichnung „Advokat“ in „Rechtsanwalt“, „Advokaturkandidat“ in „Rechtsanwaltsanwärter“, die „Advokatenkammer“ in „Rechtsanwaltskammer“ umbenannt (wie dies in Deutschland seit der Rechtsanwaltsordnung 1878 üblich war).
Durch die Auflösung der Donaumonarchie 1918 haben sich im Rumpfstaat Deutsch-Österreich viele Advokaten aus den deutschsprachigen Ländern der ehemaligen Monarchie niedergelassen und die Zahl der Anwälte des verhältnismäßig kleinen Staates beträchtlich gesteigert. Es wurde die Einführung eines Numerus clausus für Anwälte bzw. Rechtsanwaltsanwärter diskutiert und teilweise von den Kammern befürwortet. Es wurde eine gesamtösterreichische schriftliche Befragung beschlossen, zu deren Durchführung sich die Wiener Kammer bereit erklärte. Diese Befragung unterblieb jedoch, da sich die Wirtschaftliche Organisation in Wien bei ihrer Tagung im Frühjahr 1927 in überragender Stimmenmehrheit für eine Beibehaltung geltender gesetzlicher Grundlagen und keine Einführung gesetzlicher Sperrmaßnahmen aussprach.
Durch den Vertrag von Trianon (1920) war das damalige „Deutsch-Westungarn“ an die neue Republik Österreich abzutreten. 1921 kam die Landnahme des Burgenlandes zu einem Abschluss; das neu hinzugekommene Land wurde danach in Burgenland umbenannt. Die burgenländischen Advokaten wurden bis 1924 in die „Rechtsanwaltskammer in Wien“ eingegliedert. Die Kammer umfasste somit alle zugelassenen Rechtsanwälte aus dem Burgenland, Niederösterreich und Wien.
1928 wird der anwaltliche Versorgungsfonds gegründet. Am 19. Juni 1950 wird die Errichtung eines neuen Vorsorgefonds festgelegt.
Durch die Einführung des Ständestaats in Österreich (beginnend mit März 1933) und Maßnahmen auf der Basis des KWEG sind eine Reihe von Verordnungen erlassen worden, wodurch „besondere Maßnahmen zur Hintanhaltung der mit einer Störung der öffentlichen Ruhe, Ordnung und Sicherheit verbundenen Schädigung des wirtschaftlichen Lebens“ getroffen worden waren. Elf dieser Verordnungen haben auch den Stand der Rechtsanwälte betroffen und waren geeignet, dem bisher weitgehend unabhängigen Rechtsanwaltsberuf Schranken aufzuerlegen. Die Selbstverwaltung der Kammer wurde auch durch die Verordnung vom 31. März 1934 erheblich eingeschränkt, da die Mandate der Ausschüsse der Rechtsanwaltskammern für erloschen erklärt wurden, wenn der Inhaber zur Zeit seiner Wahl der sozialdemokratischen Partei oder einer von dieser beeinflussten Organisationen angehört hatte. Neu- und Ersatzwahlen wurden zudem verboten. Mit 1. Jänner 1936 wurden an die Stelle der gewählten Ausschüsse der Kammern und ihrer Präsidien vom Bundesministerium für Justiz des Ständestaats bestellte Funktionäre eingesetzt.
Die „Ständige Vertreterversammlung der Rechtsanwaltskammer Österreichs“ (StVV) hätte in weiterer Folge durch eine „Bundeskammer der Rechtsanwälte“ ersetzt werden sollen.
Durch den Anschluss Österreichs an das Deutsche Reich (siehe: Österreich in der Zeit des Nationalsozialismus) wurde die Autonomie (Selbstverwaltung) der österreichischen Rechtsanwaltskammern ebenfalls bald ganz beseitigt. Zahlreiche in Wien eingetragene Rechtsanwälte wurden aus der Liste gestrichen. Ursachen waren Kriegdienstleistungen und die Verordnung vom 31. März 1938, wodurch jüdischen Anwälten die Ausübung ihres Berufes untersagt wurde. Durch die Verordnung vom 27. September 1938 mussten auch „jüdische Mischlinge“ bis zum Jahresende 1938 aus der Liste der Rechtsanwälte gelöscht werden (am 13. März 1938 waren noch 2541 Rechtsanwälte eingetragen, am 31. Dezember 1938 nur mehr 771).
Nach dem Krieg wurde mit Gesetz vom 31. Juli 1945 die Rechtsanwaltsordnung und das Disziplinarstatut in der Fassung vom 13. März 1938 wieder in Kraft gesetzt. Aufgrund der Besetzung Österreichs war jedoch eine Selbstverwaltung der Kammern, wie vor 1933 gegeben, noch nicht möglich. Die in Wien anwesenden Rechtsanwälte beschließen am 16. April 1945 dennoch den Wiederaufbau der Kammer. Emerich Hunna wird zum Kammerpräsidenten bestellt.
1957 wird die „Rechtsanwaltskammer in Wien“ in „Rechtsanwaltskammer für Wien, Niederösterreich und Burgenland“ umbenannt.
1969 wird Walter Schuppich zum Präsidenten gewählt und bleibt das für 24 Jahre. Man spricht deshalb von der „Ära Schuppich“.
1970 wird eine „Erste anwaltliche Auskunft“ der Rechtsanwaltskammer Wien für die rechtsuchende Bevölkerung als Serviceeinrichtung geschaffen.
1988 entsteht aus der „Rechtsanwaltskammer für Wien, Niederösterreich und Burgenland“ die Niederösterreichische Rechtsanwaltskammer, die Burgenländische Rechtsanwaltskammer und die „Wiener Rechtsanwaltskammer“.

## Organisation
Die Standesvertretung ist Mitglied des Österreichischen Rechtsanwaltskammertags, eines Zusammenschlusses der Rechtsanwaltskammern aller österreichischen Bundesländer. Organisatorisch ist die Rechtsanwaltskammer eine Körperschaft des öffentlichen Rechts, die mit dem Recht auf autonome Selbstverwaltung sowie begrenzten hoheitlichen Befugnissen ausgestattet ist.
Die Aufgabengebiete der Rechtsanwaltskammer Wien reichen von der Vertretung der Rechtsanwälte über die Begutachtung von Gesetzen und das Erstellen von Gutachten bis zur Überwachung der Einhaltung der Berufspflichten im Wege des Disziplinarrechts. Ebenso werden von den Prüfungskommissären der Rechtsanwaltskammer die Prüfungen der Rechtsanwaltsanwärter und der Richteramtsanwärter durchgeführt.
Oberstes Entscheidungsgremium der Rechtsanwaltskammer ist der Ausschuss, der durch die Vollversammlung der Wiener Rechtsanwälte gewählt wird und dem ein Präsident/Präsidentin sowie drei Vizepräsidenten vorstehen. Diesem beigegeben sind der Disziplinarrat und die Prüfungskommissäre, die ebenfalls durch die Vollversammlung bestellt werden.

## Mitgliedschaft
Die Mitgliedschaft in der Rechtsanwaltskammer Wien besteht für die eingetragenen Rechtsanwälte (RA) und die Rechtsanwaltsanwärter (RAA). Die Stimmrechte in der Mitgliederversammlung sind zwischen Rechtsanwälten und Rechtsanwaltsanwärtern ungleich verteilt (etwa 1:2 – RA:RAA). Mit der Mitgliedschaft verbunden ist die Verpflichtung zur Bezahlung der Kammerumlage. Zum 31. Dezember 2024 waren in Wien 3716 Rechtsanwälte und 1400 Rechtsanwaltsanwärter eingetragen (zum Vergleich: bereits 1926 waren in der Kammer Wien, Niederösterreich und Burgenland etwa 2.600 Rechtsanwälte eingetragen. Das Verhältnis der eingetragenen Mitglieder der Rechtsanwaltskammer Wien, Niederösterreich und Burgenland zum restlichen Österreich betrug daher etwa 2.600:700 (3,7:1). Im Jahr 2013 (1. November) beträgt das Verhältnis der Rechtsanwaltskammer Wien (ohne Niederösterreich und Burgenland) 1:1,15 bzw. RAK Wien-Niederösterreich-Burgenland zum Rest von Österreich 1,2:1).